# Passeport pour Suez
Pour plus de détails, voir Fiche technique et Distribution.
Passeport pour Suez (Passport to Suez) est un film américain réalisé par André de Toth, sorti en 1943.

## Fiche technique
- Titre original : Passport to Suez
- Titre français : Passeport pour Suez
- Réalisation : André de Toth
- Scénario : Jack Townley (en), Stuart Palmer et Alden Nash d'après les personnages de Louis Joseph Vance
- Direction artistique : Lionel Banks et Paul Murphy
- Photographie : L. William O'Connell
- Montage : Mel Thorsen (en)
- Société de production : Columbia Pictures
- Pays de production : États-Unis
- Format : Noir et blanc - 1,37:1
- Genre : espionnage
- Durée : 72 minutes
- Date de sortie : 1943

## Distribution
- Warren William : Michael Lanyard alias The Lone Wolf
- Ann Savage : Valerie King
- Eric Blore : Llewellyn Jameson
- Robert Stanford : Donald Jameson
- Sheldon Leonard : Johnny Booth
- Lloyd Bridges : Fritz
- Gavin Muir : Karl
- Frederick Worlock : Sir Robert Wembley
- Sig Arno : Mr Whistler